# 田口宏子
田口宏子（日语：／ Taguchi Hiroko，1974年3月29日—）是日本神奈川縣出身的女性聲優。以前所屬事務所是東京俳優生活協同組合，血型是AB型。

## 人物
《君望radio》（第78回）內的âge news的時間內被起了這樣的一個綽號但是否常被這樣稱呼則不明。
2013年11月與友永朱音一起組成團體「pastel」。

## 演出作品
粗體字标出的是相应作品的中的主要角色。

### 電視動畫
1997年
- 小豬萬萬歲（小倉美雪）

1998年
- 快傑蒸汽偵探團 TV ANIMATION SERIES（鈴鈴）

2001年
- 仰天人間Batseelor（やまび娘/やま巫女）
- 蠟筆小新（兔女郎）
- 熱帶雨林的爆笑生活（女）
- 星域毀滅者（ケティ）

2002年
- 犬夜叉（セリナ）
- 翼神世音（少女）

2003年
- 最遊記RELOAD（紫苑）
- 哈姆太郎[[[Wikipedia:格式手册/链接#章節|錨點失效]]]
- 幸運大頭狗（日语：ふぉうちゅんドッグす）（凱美）

2004年
- 今日大魔王!（馮·克萊斯特卿·吉塞拉）
- LOVE♥LOVE?（谷川彌生）
- 忘卻的旋律（ユウ）

2005年
- 我們這一家（佐野）
- 今日大魔王!第二季（馮·克萊斯特卿·吉塞拉）
- 武器種族傳說（麥娜）
- 彈珠汽水（佐倉裕美）

2006年
- 蠟筆小新（露娜）

2007年
- ef - a tale of memories.（宮村宮子）

2008年
- 今日大魔王!第三季（馮·克萊斯特卿·吉塞拉）
- ef - a tale of melodies.（宮村宮子）

2010年
- FORTUNE ARTERIAL -紅色約定-（悠木陽菜）
- 緣之空（春日野穹）
- 名探偵柯南（小和田葵）

2011年
- 純白交響曲（小野宮結月）
- 新哆啦A夢（貝索子、家庭主婦）

2013年
- Walkure Romanze 少女騎士物語（麗莎·埃奧斯托雷）

2014年
- 我們大家的河合莊（宇佐的母親）
- 灰色的果實（周防天音）

2015年
- 灰色的迷宮（周防天音）
- 灰色的樂園（周防天音）

2016年
- 名侦探柯南（雨宫真树 #824）

### OVA
- 今日是魔王! R（馮・克萊斯特卿・吉塞拉）
- 哈姆太郎 哈姆好友與彩虹王國的王子殿下（にじハムくん）
- 哈姆太郎 哈姆好友的目標！哈姆哈姆金牌（にじハムくん）
- （谷川彌生）
- LOVE♥LOVE?（谷川彌生）

### 網上動畫
- 亞由真由劇場（鑑純夏）

### 劇場版動畫
- 哈姆太郎劇場版 哈姆哈姆大獎賽! 極光谷的奇蹟（にじハムくん）

### 遊戲
- 受讚頌者 給逝者的搖籃曲（カムチャタール）
- Scarlett 〜日常的境界線〜（愛蜜莉亞・維克斯）
- 黑暗編年史（莫妮卡）
- （菊岡雪乃）
- 春天的足音-Step of Spring-（櫻乃悠）
- 120元之春 ¥120 Stories（小雪、夏美）
- Muv-Luv全年齡版（鑑純夏）
- Muv-Luv Alternative全年齡版（鑑純夏）
- （笹川麻美）
- 彈珠汽水 〜映在玻璃瓶的海〜（佐倉裕美）
- fortissimo EXA//Akkord:Bsusvier（鈴白渚）
- 純白交響曲 *mutsu-no-hana（小野宮結月）
- 天神亂漫 Happy Go Lucky!!（鳥羽紫）
- 灰色的果實 -LE FRUIT DE LA GRISAIA-（周防天音）
- 鈴音SEVEN！Portable（鷹取柚子里）
- 泡沫冬景（櫻井栞奈）
- 戰艦少女R（赤城、大淀）
- 碧藍航線（赫敏）

### 電台廣播

#### 出演者
- Muv-Luv Radio

#### 嘉賓
- （＜音泉＞／＃14・＃15）
- （＜音泉＞・BEWE／＃33・＃34）

### 廣播劇CD
- 今日大魔王!系列（馮・克萊斯特卿・吉塞拉）
- 水のマージナル（佐佐木佳奈子）

## 外部連結
- 田口宏子官方HP「兔子的呵欠」♪兔娘 （页面存档备份，存于）（日語）
- 事務所公開簡歷（日語）
- 田口宏子的X（前Twitter）